# Exodus - Brændt af Solen 2
Exodus - Brændt af Solen 2 (russisk: Утомлённые солнцем 2) er en russisk spillefilm fra 2010 instrueret af Nikita Mikhalkov.

## Medvirkende
- Nikita Mikhalkov som Sergej Petrovitj Kotov
- Oleg Mensjikov som Dimitrij "Mitja" Arsentjev
- Dmitrij Djuzjev som Ivan
- Jevgenij Mironov som Izjumov
- Nadezjda Mikhalkova som Nadja